# 蕭鳴鳳
蕭鳴鳳（1480年—1534年），字子雝，別稱靜菴先生，明朝政治人物。浙江承宣布政使司紹興府山陰縣（今浙江省紹興市）人。

## 生平
高密知县蕭昱之子，母茅氏。早年師從王守仁。弘治十七年（1504年），舉浙江鄉試第一。正德九年（1514年）登甲戌科進士，授雲南道監察御史。副使胡世寧下獄，他抗章論救。當時同僚高公韶彈劾王瓊，王瓊大怒，反而奏請高公韶私自結交外蕃。蕭鳴鳳上疏論救，明武宗責怪其庇護同黨，貶高公韶為富民縣典史。蕭鳴鳳又彈劾江彬恃寵恣肆，為時輪所稱讚。之後巡視山海關等。明武宗出塞，其上疏反對，隨即引病歸鄉。
嘉靖初年，起為擔任南畿學政，諸生將他與御史陳選合稱陳泰山、蕭北斗。嘉靖二年（1523年）闰四月升任河南副使，仍然兼任學政。五年正月因考察拾遺被劾，吏部仍然調用為湖廣兵備副使。嘉靖六年（1527年）十月，擔任廣東提學副使。任職期間，雖然廉潔無私，但性情剛烈，曾經打罵肇慶知府鄭漳。嘉靖八年考察，兩京言官交章議論，連坐降職。之後與鄭漳相互攻擊，被巡按御史逮捕詢問。母亲去世之後，不再出仕。嘉靖十三年（1534年）去世，年五十五。

## 事跡
蕭鳴鳳善星術，曾鼓勵會試多次不第的張璁，稱其三年可成進士，再三年驟成貴人。張璁果於正德末年登第，後來通過大禮議，位極人臣。
蕭鳴鳳為人剛愎，任廣東副史期間，因肇慶府知府鄭漳數次頂撞，懷恨在心，將其參奏。鄭璋去職。眾官因此鄙視鳴鳳，兩京科道交章彈劾，鳴鳳也因此降調。

### 引文
1. ↑  明實錄：武宗實錄 ,113卷
2. ↑  明實錄：世宗實錄 ,98卷
3. ↑  《明史·卷208》：蕭鳴鳳 ，字子雝，浙江山陰人。少從王守仁遊。舉鄉試第一。正德九年成進士，授御史。副使胡世寧下獄，抗章救之。同官內江高公韶劾王瓊誤邊計，言：「松潘副將吳坤請增設總兵於成都，瓊即以坤任之。花當本我屬衞，日憑陵。由本兵非人，致小醜輕中國。」瓊怒，奏訐公韶。中旨責公韶陰結外蕃，交通間諜，令首實。鳴鳳上疏曰：「公韶劾瓊，所論者天下之事。瓊不當逞忿恣辯，以箝諫官口。」中旨責鳴鳳黨庇，而謫公韶富民典史。鳴鳳又劾江彬恃寵恣肆，蔓將難圖。士論壯之。尋巡視山海諸關。武宗將出塞捕虎，鳴鳳疏諫，因具陳官司掊剋，軍民疾苦狀。不報。引疾歸。
起督南畿學政，諸生以比前御史陳選，曰：「陳，泰山；蕭，北斗」。嘉靖初，遷河南副使，仍督學政。考察拾遺被劾。吏部惜其學行，調為湖廣兵備副使。明年復改督廣東學攻。鳴鳳三督學政，廉無私。然性剛狠，以憤撻肇慶知府鄭璋。璋慙恚，投劾去，由是物論大譁。八年考察，兩京言官交章論，坐降調。已，與璋相詆訐。皆下巡按御史逮治。鳴鳳遂不出。
4. ↑  《明史·卷208》：張璁，字秉用，永嘉人。舉於鄉，七試不第。將謁選，御史蕭鳴鳳善星術，語之曰：「從此三載成進士，又三載當驟貴。」璁乃歸。正德十六年登第，年四十七矣。
5. ↑  《萬曆野獲編·卷二十二》憲臣笞屬吏：又嘉靖十年，廣東提學副使蕭鳴鳳，亦曾為御史，剛愎任性，因肇慶知府鄭璋屢忤之，不勝忿，榜之於廷，璋遂投劾去，按臣逮治。眾咸不直鳴鳳，兩京科道交章劾之，鳴鳳坐降調。鳳、璋各上疏自理，上令逮問，既問結，俱送部別用。

### 書目
- 《明實錄》
- 清·张廷玉等，《明史》，中華書局點校本

## 延伸阅读
[在维基数据编辑]
 《國朝獻徵錄·卷之九十九》，出自焦竑《國朝獻徵錄》
 《明史卷二百〇八》，出自《明史》